# Хортица (телекомпания)
Телевизионная компания «Хортица» — первый негосударственный телевизионный канал в Запорожской области. Работал с ноября 1991 года по февраль 2002 года. Имел информационно-развлекательную направленность и являлся одним из определяющих телеканалов Запорожской области.
В сетке вещания телекомпании было более 40 различных программ — от кукольных представлений для самых маленьких зрителей до еженедельного информационно-аналитического обозрения. При этом производилось более пятнадцати авторских программ.
Являясь участником телесети «СТБ», телекомпания «Хортица» также транслировала наиболее рейтинговые программы, создаваемые «Международным медиа центром», — «Импреза», «КІН», «Персона», и ежедневные выпуски новостей «Вікна».
Потенциальную аудиторию определяли в 1,2 млн зрителей (Запорожье и отдельные районы Запорожской и Днепропетровской областей).
На телеканале начинали работу Влад Ряшин,
руководитель музыкального канала «М1» Валентин Коваль,
ведущая телеканала «Интер» Людмила Бережная,
директор каналов «Энтер» Ольга Татарчук,
экс-глава Запорожской областной государственной телерадиокомпании Евгений Сокульский и другие.

## Основание
Телеканал был основан Вячеславом Власовым и Виктором Андриюком в ноябре 1991 года. Хотя в эфир телеканал вышел ещё с лета, но первая программная сетка появилась 4 ноября. Для просмотра требовалась специальная приставка к устаревшим телевизорам или дециметровые антенны. Основу вещания в самом начале составляла круглосуточная ретрансляция спутникового канала Superchannel (на турецком языке), куда в вечерний прайм-тайм вставляли передачи собственного производства.

## Телепрограммы
Среди телепрограмм собственного производства:
- «Аспект» — автор директор аналитических программ информагентства «Новое слово» Дмитрий Бровкин;
- «Белое и чёрное»
- «Будни» — еженедельное итоговое обозрение, автор проекта главный редактор телеканала Евгений Сокульский;
- «Визави» — автор и ведущий Евгений Сокульский;
- «Джаз-биржа» — автор и ведущий В. Ю. Гитин[14]
- «Знай наших»
- «Люди и деньги»
- «Обыкновенная женщина» — публицистическая еженедельная программа, ведущая Инна Пугачева;
- «Окно» — еженедельная музыкальная передача — автор и ведущий первый главный редактор телекомпании Вячеслав Власов;
- «Планета Z»
- «Площадка» (1991—1992) — еженедельная музыкальная программа — авторы и ведущие Андрей Воздвиженский и Чино — Алексей Губенко;[15][16][17]
- «Репортаж у кромки поля» — еженедельное футбольное обозрение — ведущий Игорь Павленко (первый ведущий — Александр Концур)[18];
- «События дня» — ежедневные новости — автор и ведущая Ирина Бровкина;
- «Стробоскоп» — музыкальная программа — ведущий Влад Ряшин (с 1993)[5]
- «Хит-пилот» — еженедельная музыкальная программа, ведущий Михаил Медведев.
- «Экономикс»

## Награды
- Обладатель гран-при первой Международной Киевской телерадиоярмарки (1996) «За лучшее оформление телеканала»[6]
- 1997, 1999 — дипломы международного фестиваля «Эко-эфир»[9]
- 1998 — победитель конкурса региональных электронных СМИ Украины «Золота волна»[9]

## Основные характеристики вещания
- Язык: русский, украинский[6]
- Объём: до 360 часов в месяц
- Канал: 28 дециметровый
- Мощность: 1 кВт

## Руководство
- Директор: Андриюк Виктор Михайлович (1991—2000), Олег Мухин[3][5]
- Гл. редактор: Власов Вячеслав Викторович (c 1991)[5]; после — Сокульский Евгений Арнольдович[9]
- Генеральный директор медиа-концерна «Новое слово» (в состав которого входил телеканал): Капров Александр
- Гл. режиссёр: Гитин Владимир Юрьевич
- Гл. инженер: Колодка Алексей Иванович
- Директор департамента аналитических программ: Бровкин Дмитрий Леонидович

## Закрытие
В 2002 году на выборах городского головы среди основных кандидатов были Александр Поляк и Владимир Кальцев. К выборам В. Кальцевым был создан медиа-концерн «Новое слово», в состав которого вошли три городские газеты, радиокомпания и телеканал «Хортица».. На телеканале была развязана информационная атака на действующего городского голову генерала милиции Александра Поляка. Пиком противостояния стала передача, в которой журналист Дмитрий Бровкин, обвиняя генерала, упомянул «кровь на его мундире». Кальцев выборы проиграл, а Поляк — выиграл.
Александр Поляк, его заместитель Валерий Зотов и глава Запорожской облгосадминистрации Евгений Карташов приняли деятельное участие в закрытии телеканала.

7 февраля в эфир не вышли передачи телекомпании, а вместо них на экране транслировалась заставка «Власть дала команду молчать». Каждый час эту надпись сменяли спецвыпуски новостей с сообщениями о том, что Национальный Совет по вопросам телевидения и радиовещания якобы принял решение о приостановке вещания «Хортицы» до объявления результатов конкурса на 28 канал.
С 15 февраля 2002 года по решению Национального совета по вопросам телевидения и радиовещания трансляции передач канала были прекращены якобы из-за незаконной эксплуатации 28-й телевизионной частоты. После этого согласно иску руководства ТК «Хортица» Шевченковский суд Киева дважды принимал решение о незаконности отключения телеканала и обязывал возобновить его работу. Однако передачи «Хортицы» вышли в эфир только 7 и 8 марта, после чего трансляция снова прекратилась.
16 февраля состоялся многочисленный митинг в поддержку телекомпании. Представитель «Хортицы» сообщил об около 4 тысяч участников митинга, а официальные источники — про 300—1200 человек. Митинг был запланирован, его проведение за три недели до события анонсировалось в СМИ медиа-холдинга «Новое слово». Акция протеста проходила под флагами «Нашей Украины» и СДПУ (о).
На 28-й частотный дециметровый телеканал был объявлен конкурс в котором приняли участие 6 телекомпаний: запорожское ООО Телерадиокомпания «Хортица ТВ», «ТВ-5», «Муниципальные сети», «Омега», киевская «ТЕТ» и черновицкий «ДМВ». 17 апреля 2002 г. был объявлен победитель — телерадиокомпания «ТВ-5», после чего на этой частоте стал вещать канал «ТВ-5 Спорт».
8 марта 2002 года телеканал был закрыт. На момент закрытия телеканал был третий по рейтингу и на нём работало свыше 70 человек.
Александр Поляк подал иск в Орджоникидзевский районный суд к телеканалу «Хортица» и трём его сотрудникам с требованием о возмещении морального ущерба (на сумму 700 тыс. грн) и признания сведений, оглашённых в программе Бровкина «Аспект» не соответствующими действительности. В феврале 2003 суд частично удовлетворил исковые требования Поляка о признании сведений не соответствующими действительности. Однако апелляционный суд Запорожской области в мае 2003 года отменил решение Орджоникидзевского суда.
В 2003 году владелец телеканала Владимир Кальцев и директор ТК «Хортица» Олег Мухин извинились перед Поляком за ложные обвинения в его адрес. Опровержение было опубликовано в газете «Индустриальное Запорожье», но Поляк его уже не увидел, поскольку умер накануне.